# ثاديوس هاينك
ثاديوس اكزافيروس بيريغرينوس هاينك (5 أكتوبر 1761 - 4 نوفمبر 1816) (بالتشيكي: Tadeáš Haenke ؛ بالإسبانية: Tadeo Haenke) كان عالم نبات شارك في بعثة مالاسبينا، واستكشف جزءًا كبيرًا من حوض المحيط الهادئ بما في ذلك سواحل أمريكا الشمالية والجنوبية وأستراليا والفلبين ونيوزيلندا وجزر الماريانا. كانت مجموعاته من العينات النباتية أساس الأوصاف العلمية الأولية للعديد من النباتات في هذه المناطق، وخاصة أمريكا الجنوبية والفلبين. دفعت أعماله النباتية الواسعة ورحلاته البعيدة البعض إلى تشبيهه بـ "البوهيمي هومبولت"، على اسم ألكسندر فون هومبولت، الذي كان على دراية ببعض النتائج التي توصل إليها هاينك قبل الشروع في رحلته إلى الأمريكتين في عام 1799.

## سيرته
ولد هاينك في 5 أكتوبر 1761 في قرية كريبِتز Kreibitz، بوهيميا (الآن تشيبسكا، جمهورية التشيك). كان والداه من ألمان السوديت، وكان والده، إلياس جورج توماس هاينك، محامياً ومزارعًا ناجحًا وعمل أيضًا رئيس للبلدية. كان هاينك شديد المراقبة والملاحظة للطبيعة منذ الطفولة، وواصل هذا الاهتمام طوال فترة تعليمه. درس العلوم الطبيعية والفلسفة في جامعة براغ حيث كان معلمه جوزيف جوتفريد ميكان، الأستاذ المقيم في علم النبات. عمل كمساعد لميكان، حيث ساعده في رعاية الحدائق النباتية بالمدرسة. حصل هاينك على الدكتوراه في عام 1782، واستمر في الدراسة في براغ حتى عام 1786 ثم أصبح طالبًا في جامعة فيينا حيث درس الطب وعلم النبات تحت إشراف نيكولاس جوزيف فون جاكين.
عندما كان لا يزال طالبًا، قام هاينك بجمع مجموعات نباتية واسعة النطاق من مما يعرف الآن بجمهورية التشيك؛ كتب أطروحة عن علم النبات في الجبال الضخمة ؛ حرر طبعة من Linnaeus 'Genera Plantarum (نُشرت عام 1791)؛ وحصل على الميدالية الفضية من الجمعية العلمية التشيكية الملكية. كان أيضًا موسيقيًا ورسامًا بارعًا، ويتحدث خمس لغات.

## بعثة مالاسبينا

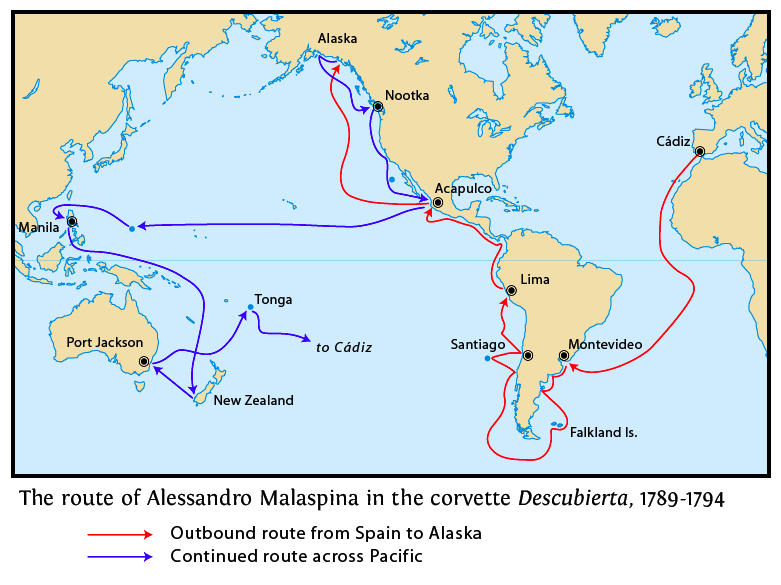
خريطة توضح مسار سفينة ديسكوبيرتا مالاسبينا مع حذف العودة إلى إسبانيا من تونغا. كان مسار أتريفيدا في بوستامانتي هو نفسه في الغالب، لكنه انحرف في بعض الأماكن.

بحلول عام 1789 ، كان هاينك شابًا باحثًا بارزًا قُدم اسمه من قبل يَكوين Jacquin وإغناز فون بورن عندما كانت إسبانيا تجند فيلقًا علميًا لبعثة مالاسبينا. كان الإمبراطور جوزيف الثاني قد التقى بهاينك من قبل ووافق على التعيينه. وهكذا أصبح هاينك "Naturalist-Botánico de Su Magestad، عالم نباتات طبيعية من جلالة الملك" للبعثة الاستكشافية. كانت رحلة طويلة ملتوية من فيينا حيث نقلت هاينك إلى قادس في 30 يوليو 1789، ووصل بعد ساعات فقط من إبحار سفينتي البعثة، ديسكوبيرتا وأتريفيدا.
كان هاينك مصممًا على عدم تفويت هذه الفرصة، أخذ ممرًا على متن سفينة أخرى، عازمًا على اللحاق بالرحلة الاستكشافية في مونتيفيديو. تحطمت هذه السفينة بالقرب من وجهته واضطر هاينك إلى السباحة إلى الشاطئ، ولم ينقذ سوى معدات التجميع الخاصة به ونسخته من Genera Plantarum. مرة أخرى، قد فاته الرحلة الاستكشافية. بعد أن تعافى في بوينس آيرس، استأجر مرشدين للقيام برحلة برية عبر جزر بامباس والأنديز، على أمل اللحاق بالرحلة الاستكشافية في فالبارايسو. على طول الطريق، تمكن هاينك من جمع قرابة 1400 نبته، العديد منها جديد في علم التصنيف. على الرغم من أن عمله النباتي لابد أن يكون قد أبطأ من سرعته، إلا أنه تمكن من الوصول إلى الساحل في الوقت المناسب للانضمام إلى مالاسبينا في أبريل 1790.
من هناك واصل هاينك الرحلة الاستكشافية على مدار السنوات الثلاث التالية، حيث جمع النباتات وسجل ملاحظاته حول علم النبات وعلم الحيوان والجيولوجيا وعلم الأعراق البشرية. سافرت البعثة في البداية على الساحل الغربي للأمريكتين حتى ألاسكا، ثم عادت جنوبًا إلى أكابولكو وعبروا المحيط الهادئ لاستكشاف الفلبين وأستراليا ونيوزيلندا. في كل ميناء من نقاط الاتصال، ركز هاينك على علم النبات مع نتائج متفاوتة. في خليج ياكوتات، في ألاسكا كانت النباتات التي جمعها مشابهة بشكل مخيب للآمال لتلك الموجودة في أوروبا، لذلك ركز بدلاً من ذلك على الثقافة الهندية هناك، وخاصة الموسيقى. في ناصفة نوتكا Nootka Sound قام بعمل أول مجموعة علمية من النباتات من كندا. مكّنت إقامتهم القصيرة في كاليفورنيا هاينك من جمع وتصنيف أكثر من 250 نوعًا، وأبرزها أنه كان أول عالم يجمع بذور وعينات من سيكويا دائمة الخضرة.
بعد عبور المحيط الهادئ، جمع هاينك آلاف النباتات خلال إقامته التي استمرت سبعة أشهر في الفلبين. ثم جمع المزيد في أستراليا ونيوزيلندا وتونغا. في صيف عام 1793، عادت البعثة إلى بيرو حيث تلقى مالاسبينا أوامر بالعودة إلى الوطن عن طريق مونتيفيديو. سُمح لهاينك بمغادرة السفينة مع مساعده وعبور البر إلى بوينس آيرس بقصد القيام بأعمال نباتية وعلمية أخرى على طول الطريق. بدلاً من الانضمام إلى الأسطول مرة أخرى في خريف عام 1794 كما هو مخطط له، انخرط هاينك في وصف وتصنيف وجمع النباتات المحلية واستقر في كوتشابامبا، بوليفيا، لمواصلة دراساته العلمية.

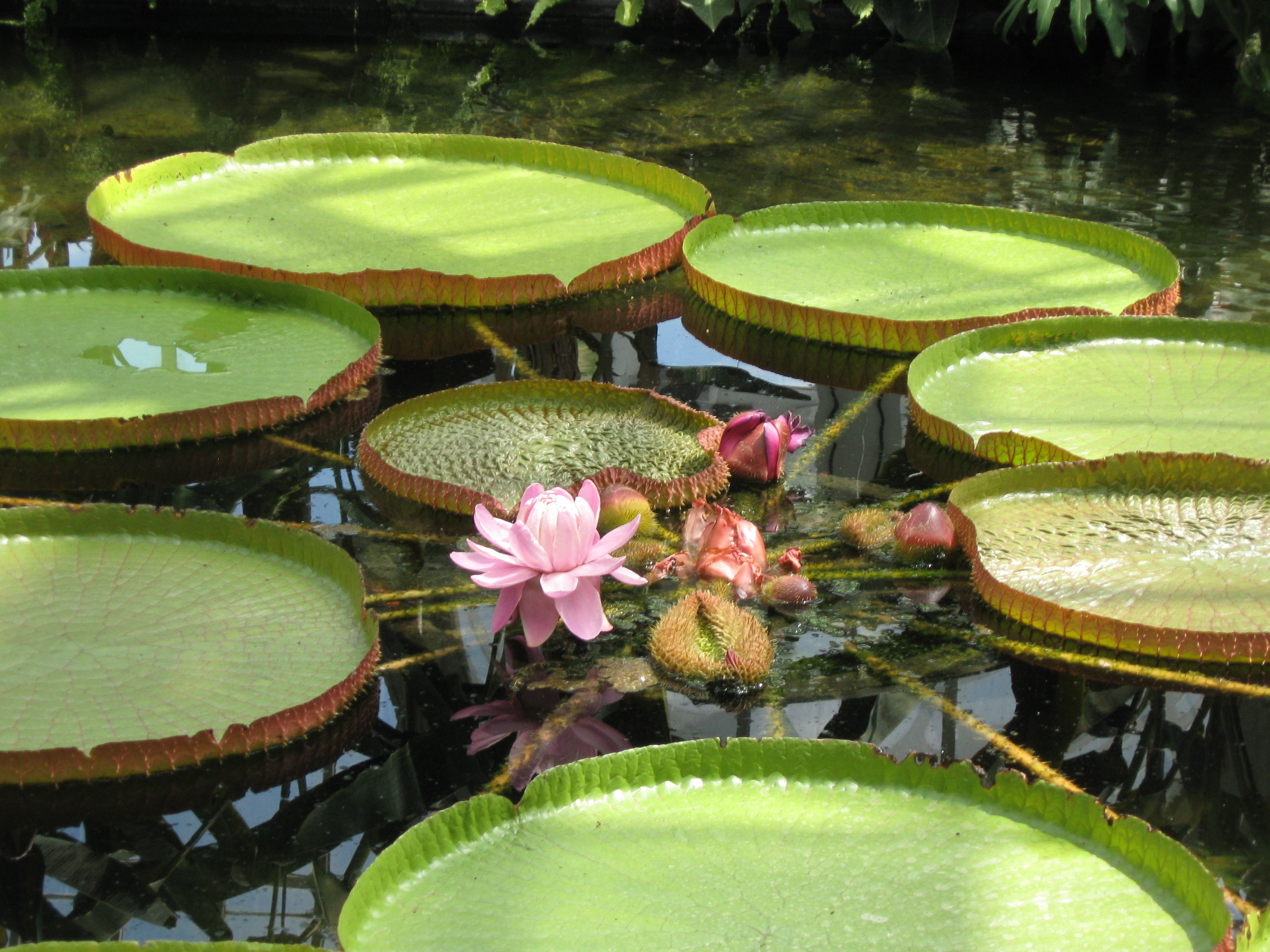
فيكتوريا أمازونيكا، التي حددها هاينك لأول مرة في عام 18011

على مدار ربع القرن التالي، واصل هاينك استكشافه النباتي لبوليفيا وبيرو والبرازيل. في عام 1801، قام بواحدة من أكثر اكتشافاته التي لا تنسى، حيث اكتشف زنبق الماء العملاق، فيكتوريا أمازونيكا، مع وسادة زنبق بعرض ستة أقدام. بالإضافة إلى ذلك، احتفظ هاينك بحديقته النباتية الخاصة، وامتلك منجمًا للفضة، وعمل طبيب محلي في كوتشابامبا. كما يُنسب إليه الفضل في إنشاء صناعة الملح الصخري في تشيلي والمساعدة في بدء صناعة الزجاج هناك.
على الرغم من أنه كان يأمل دائمًا في العودة إلى أوروبا، إلا أن هاينك توفي بشكل غير متوقع في عام 1816 عندما تسمم عن طريق الخطأ من قبل خادمته.